# Division 1 (Bélgica) 1961-62
La Primera División de Bélgica 1961/62 fue la 59.ª temporada de la máxima competición futbolística en Bélgica.

## Tabla de posiciones
| Pos | Equipo                         | PJ | PG | PE | PP | GF | GC | Pts | DG  | Notas                                                |
| --- | ------------------------------ | -- | -- | -- | -- | -- | -- | --- | --- | ---------------------------------------------------- |
| 1   | RSC Anderlechtois              | 30 | 21 | 7  | 2  | 75 | 29 | 49  | +46 | Clasificado a la Copa de Campeones de Europa 1962-63 |
| 2   | Standard Club Liégeois         | 30 | 18 | 4  | 8  | 57 | 31 | 40  | +26 |                                                      |
| 3   | Royal Antwerp FC               | 30 | 15 | 10 | 5  | 67 | 43 | 40  | +24 |                                                      |
| 4   | RFC Liégeois                   | 30 | 13 | 10 | 7  | 34 | 24 | 36  | +10 |                                                      |
| 5   | RFC Brugeois                   | 30 | 13 | 9  | 8  | 41 | 34 | 35  | +7  |                                                      |
| 6   | Daring Club Bruxelles          | 30 | 11 | 8  | 11 | 46 | 47 | 30  | -1  |                                                      |
| 7   | La Gantoise                    | 30 | 11 | 7  | 12 | 41 | 48 | 29  | -7  |                                                      |
| 8   | K. Sint-Truidense V.V.         | 30 | 9  | 9  | 12 | 50 | 45 | 27  | +5  |                                                      |
| 9   | Beerschot                      | 30 | 8  | 11 | 11 | 32 | 36 | 27  | -4  |                                                      |
| 10  | Royale Union Saint-Gilloise    | 30 | 10 | 6  | 14 | 36 | 39 | 26  | -3  | Clasificado a la Copa de Ferias 1962-63              |
| 11  | Lierse S.K.                    | 30 | 10 | 6  | 14 | 49 | 58 | 26  | -9  |                                                      |
| 12  | KFC Diest                      | 30 | 9  | 7  | 14 | 40 | 52 | 25  | -12 |                                                      |
| 13  | R.O.C. de Charleroi-Marchienne | 30 | 8  | 9  | 13 | 37 | 39 | 25  | -2  |                                                      |
| 14  | RCS Brugeois                   | 30 | 9  | 6  | 15 | 39 | 64 | 24  | -25 |                                                      |
| 15  | K Waterschei SV Thor Genk      | 30 | 8  | 8  | 14 | 43 | 61 | 24  | -18 | Descenso a la Division II                            |
| 16  | Eendracht Aalst                | 30 | 6  | 5  | 19 | 25 | 62 | 17  | -37 | Descenso a la Division II                            |

PJ = Partidos jugados; PG = Partidos ganados; PE = Partidos empatados; PP = Partidos perdidos; GF = Goles a favor; GC = Goles en contra; Pts = Puntos; DG = Diferencia de goles